# W. Val Oveson
Wilford Val Oveson (* 11. Februar 1952) ist ein US-amerikanischer Politiker. Zwischen 1985 und 1993 war er Vizegouverneur des Bundesstaates Utah.

## Werdegang
Val Oveson absolvierte die Brigham Young University in Provo, wo er das Fach Buchhaltung studierte. Danach arbeitete er für einige Jahre in Orem als vereidigter Buchprüfer, ehe er dann seine eigene Firma in dieser Branche gründete. Politisch schloss er sich der Republikanischen Partei an. Zwischen 1980 und 1985 war er State Auditor von Utah. 1984 wurde er an der Seite von Norman H. Bangerter zum Vizegouverneur seines Staates gewählt. Dieses Amt bekleidete er nach einer Wiederwahl zwischen 1985 und 1993. Dabei war er Stellvertreter des Gouverneurs. Außerdem übte er faktisch das in den meisten anderen Bundesstaaten existierende Amt des Secretary of State aus, das es in Utah nicht gibt und dessen Funktionen dem Vizegouverneur obliegen.
Zwischen 1993 und 1998 war Oveson Vorsitzender der Steuerkommission seines Staates. 1998 wurde er Leiter der Behörde Office of the Taxpayer Advocate, die der Bundessteuerbehörde Internal Revenue Service unterstellt ist. Im Jahr 2000 wurde er einer der Direktoren der im Steuer- und Wirtschaftsgebiet tätigen Firmengruppe PricewaterhouseCoopers. 2003 war er nochmals als Chief Information Officer für die Staatsregierung von Utah tätig. Anschließend kehrte er wieder in den privaten Sektor zurück. Heute arbeitet er für die Firmengruppe Roc Consulting Group, die beratende Aufgaben im Technologiebereich übernimmt.